# Danny Seo
Danny Seo (* 22. April 1977 in Reading, Pennsylvania) ist ein US-amerikanischer Umweltaktivist.
Im Alter von zwölf Jahren gründete er die Umweltorganisation Earth 2000; sechs Jahre später war sie die größte Jugendaktivisten-Organisation weltweit. 1999 schrieb er den Bestseller Generation React.
Er ist weiterhin Vorstandssprecher von Call2Recycle.
Seo erhielt u. a. one of „40 Under 40“ to watch by Crain's New York Business sowie one of People Magazine's „50 Most Beautiful People in the World“ 1998. Oprah Winfrey lud ihn in ihre Show ein.

## Bücher
- Be the difference. A beginner's guide to changing the world. New Society Publishers, Philadelphia PA 2001, ISBN 0-86571-432-0.
- Generation react. Activism for beginners. Ballantine Books, New York NY 1997, ISBN 0-345-41242-7.
- Upcycling. Create beautiful things with stuff you already have 2011 by Danny Seo Media Ventures, China, ISBN 978-0-7624-4179-2